# François Heine
François Heine (15 juli 1928, Awans - 28 december 2008, Luik) was een Belgische politicus.

## Biografie
Heine was gemeenteraadslid en OCMW-voorzitter in Alleur van 1965 tot 1969. Hij werd er in 1969 schepen en ten slotte werd hij in 1971 burgemeester van Alleur. Bij de gemeentelijke fusies van 1977 werd Alleur een deelgemeente van Ans. Heine was zo de laatste burgemeester van Alleur geweest.
In 1977 werd hij eerste schepen in fusiegemeente Ans, tot hij ook hier in 1986 burgemeester werd. Hij bleef burgemeester tot 1993, toen hij werd opgevolgd door Michel Daerden.